# Гранальйоне
Гранальйоне, Ґранальйоне (італ. Granaglione) — колишній муніципалітет в Італії, у регіоні Емілія-Романья, метрополійне місто Болонья. З 1 січня 2016 року Гранальйоне є частиною новоствореного муніципалітету Альто-Рено-Терме.
Гранальйоне розташоване на відстані близько 280 км на північний захід від Рима, 55 км на південний захід від Болоньї.
Населення — 2222 особи (2014).

## Демографія
Населення за роками:

Станом на 31 грудня 2014 року в муніципалітеті офіційно проживало 112 іноземців з 18 країн, серед них 30 громадян країн Євросоюзу та 2 громадяни України.

## Сусідні муніципалітети
- Кастель-ді-Казіо
- Пістоя
- Порретта-Терме
- Самбука-Пістоїєзе